# Mutualidad de previsión social
Una mutualidad de previsión social es una mutualidad cuya función es la de cubrir riesgos ligados a las personas en su relación al mundo del trabajo, como el de desempleo, de invalidez, de jubilación, de muerte y supervivencia. Ejerce una modalidad aseguradora de carácter voluntario complementaria del sistema de seguridad social. 
Las mutualidades de previsión social transforman riesgos individuales en riesgos colectivos constituyendo así reservas técnicas de seguro. La actividad que prestan se llama actividad mutual (en analogía con la actividad cooperativizada de las cooperativas) y sus socios se denominan mutualistas.
Durante el siglo XIX las mutualidades de previsión social se denominaban sociedades de socorros mutuos.